# Carl Johansson
Pour les articles homonymes, voir Johansson.
Carl Johansson, né le 23 mai 1994 à Lund en Suède, est un footballeur suédois qui évolue au poste de défenseur central au Holstein Kiel.

## Biographie

### En club
Né à Lund en Suède, Carl Johansson commence le football au Höörs IS (en) avant d'être formé par le Helsingborgs IF. Il joue son premier match en professionnel avec ce club, le 29 septembre 2013, lors d'une rencontre de championnat face à l'IF Elfsborg. Il est titularisé et les deux équipes se neutralisent (1-1 score final).
En janvier 2019, Carl Johansson rejoint librement le Falkenbergs FF. Le transfert est annoncé le 30 novembre 2018 et il signe un contrat de deux ans.
Johansson joue son premier match pour le Falkenbergs FF le 31 mars 2019, lors de la première journée de la saison 2019 face à l'Örebro SK. Il est titularisé et son équipe s'impose (1-0 score final).
Le 13 juillet 2019, Johansson inscrit son premier but pour le Falkenbergs FF, lors d'une rencontre de championnat contre l'IFK Göteborg. Titulaire, il est l'auteur du but égalisateur sur un service d'Edi Sylisufaj en fin de match, permettant aux siens d'obtenir le point du match nul (1-1 score final).
En janvier 2021, Carl Johansson rejoint l'IFK Göteborg. Le transfert est annoncé dès le 15 décembre 2020 et il signe un contrat de trois ans.
Le 31 janvier 2023, lors du mercato hivernal, Carl Johansson rejoint le Randers FC sous la forme d'un prêt jusqu'à la fin de la saison. Il joue son premier match sous ses nouvelles couleurs lors d'une rencontre de championnat contre l'Odense BK, le 19 février 2023. Il est titularisé et les deux équipes se neutralisent (0-0 score final).
Carl Johansson rejoint Holstein Kiel lors de l'été 2023. Le transfert est annoncé le 17 mai 2023 et il signe un contrat courant jusqu'en juin 2026.

### En sélection
Carl Johansson représente l'équipe de Suède des moins de 19 ans, faisant une apparition le 9 octobre 2013, à l'occasion d'un match amical contre la Finlande. Il est titularisé et les jeunes suédois l'emportent par deux buts à un.
Carl Johansson joue son premier match avec l'équipe de Suède espoirs le 5 juin 2014, face à l'Islande. Il entre en jeu ce jour-là, et son équipe s'impose par deux buts à zéro.